# Славянский курорт

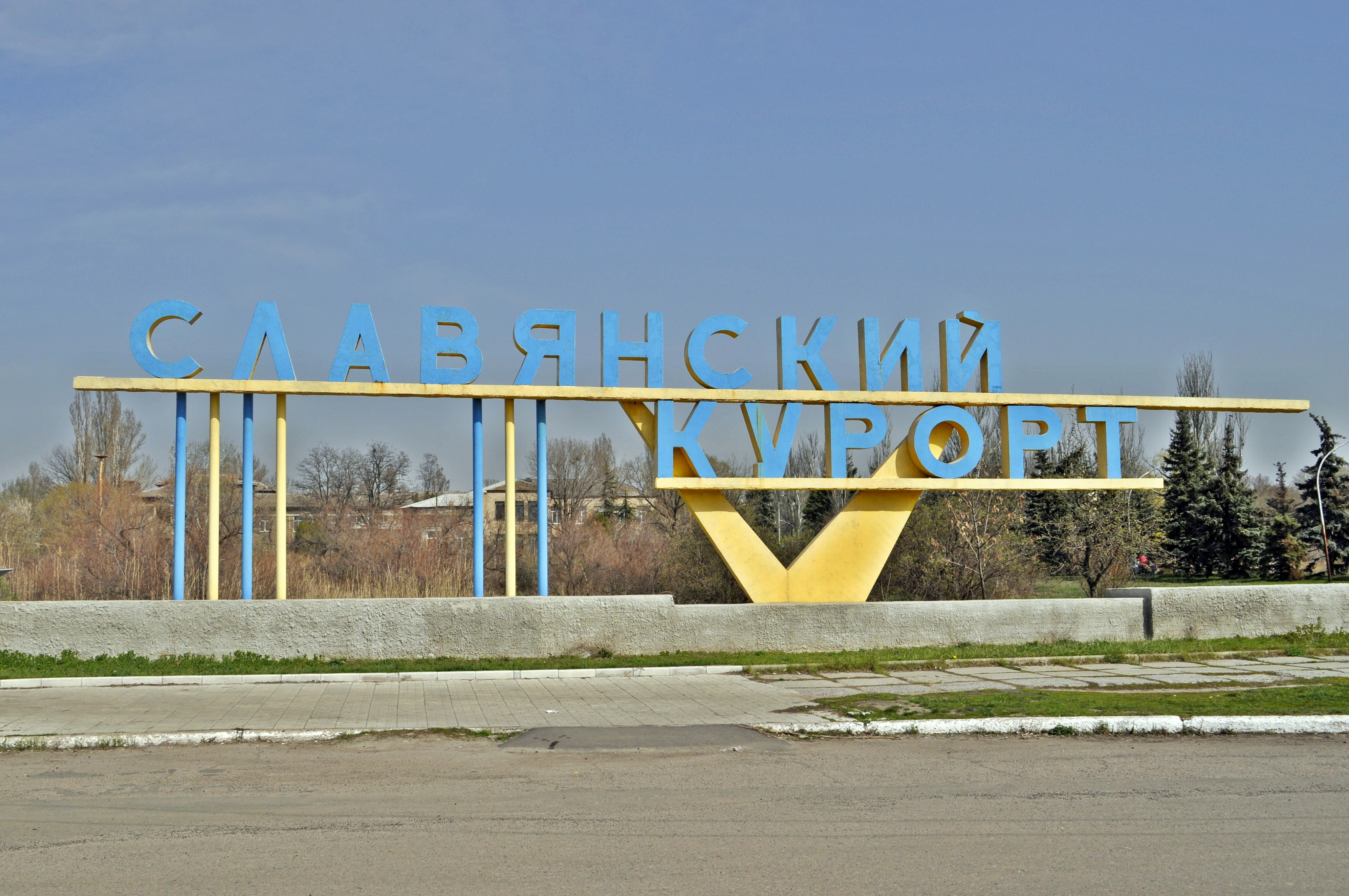
Стела «Славянский курорт»

Славянский курорт (Славкурорт) — лечебный курорт и региональный ландшафтный парк возле города Славянск в Донецкой области.

## История

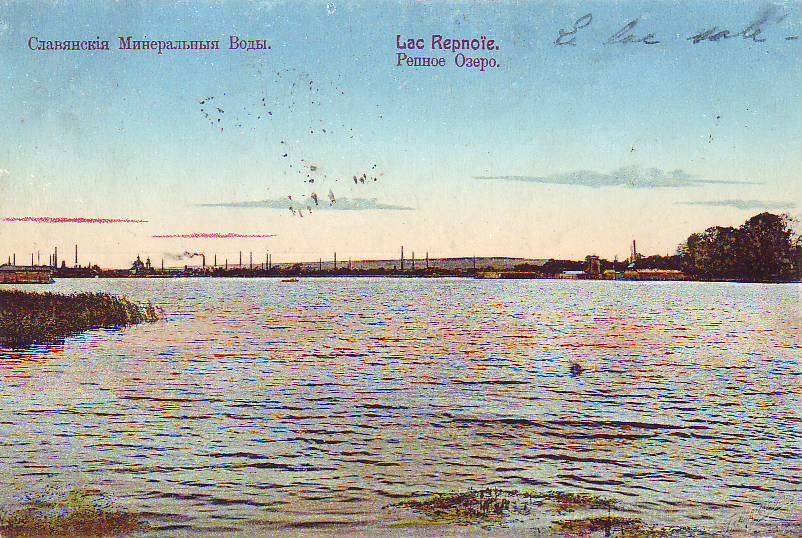
Озеро Репное на дореволюционной открытке

В 1832 году штаб-лекарь А. К. Яковлев прибыл в Славянск с группой солдат Чугуевского полугоспиталя. На южном берегу Рапного озера он разбил палатки, в которых разместил больных, и начал их лечить сначала озёрной водой, а затем грязью.
В 1833 году там же построили помещение для кипячения воды и площадку для намазывания грязью.
В 1835 году профессор Харьковского университета Е. С. Гордиенко по предложению медицинского департамента сделал первые анализы лечебных вод и в 1837 опубликовал работы.
В 1838 году на южном берегу Рапного озера устроили купальни.
В 1840 году была открыта больница — отделение Чугуевского военного госпиталя на 200 мест.
В 1852 году сооружено бальнеологического заведение для гражданских лиц.
В 1876 году курорт перешёл в ведение города.
В 1892 году от станции Славянск была проложена железная дорога.
В 1907 году грязи курорта участвовали на международной выставке в городе Спа (Бельгия) и получили Гран-при.
В 1928 году закончено строительство санатория № 8 имени 10-летия Октябрьской революции на 200 мест.
С 1930 году после реконструкции грязевого хозяйства грязелечения стали применять зимой.
В лечебно-диагностический центр курорта входят три санатория «Юбилейный», «Донбасс» и «Славянский».
С середины 2014 года часть курорта закрыта для гражданских лиц и используется вооружёнными силами Украины как место базирования сил АТО.

## Региональный ландшафтный парк
Региональный ландшафтный парк создан в 2005 году. По состоянию на 1 января 2007 года общая площадь парка составила 431,31 гектара.
В состав парка входят гидрологические памятники общегосударственного значения — озёра «Слепное» (30 га) и «Рапное» (32 га), а также орнитологический заказник местного значения «Приозёрный» (79,5 га).